# Oryza punctata
Espèce
Oryza punctata est une espèce de plantes monocotylédones de la famille des Poaceae, sous-famille des Oryzoideae, originaire d'Afrique et d'Asie tropicales. 
Ce sont des plantes herbacées vivaces cespiteuses, aux tiges (chaumes) dressées ou géniculées ascendantes ou décombantes, pouvant atteindre 150 cm de long.
Cette espèce au génome diploïde du type BB a été rattachée au complexe d'espèces Oryza officinalis.
Comme d'autres espèces sauvages de riz, Oryza punctata est une mauvaise herbe des rizières, fréquente notamment en Afrique orientale. Cette espèce est classée comme noxious weed (mauvaise herbe nuisible) aux États-Unis.

## Synonymes
Catalogue of Life (23 avril 2017) : 	
- Oryza eichingeri var. longiaristata Peter
- Oryza sativa var. punctata (Kotschy ex Steud.) Kotschy
- Oryza schweinfurthiana Prodoehl